# Регинин сат
„Регинин сат” је југословенски ТВ филм из 1967. године. Режирао га је Дејан Ћорковић а сценарио је написао Света Лукић.

## Улоге
| Глумац           | Улога |
| ---------------- | ----- |
| Северин Бијелић  |       |
| Вера Чукић       |       |
| Стојан Дечермић  |       |
| Воја Мирић       |       |
| Владимир Поповић |       |
| Предраг Тасовац  |       |